# Peter Spiegelman
Pour les articles homonymes, voir Spiegelman.
Peter Spiegelman, né en 1958 à New York, est un écrivain et un financier américain, auteur de roman policier.

## Biographie
Né à New York, Peter Spiegelman grandit à Forest Hills dans l'arrondissement du Queens.
Il fait des études supérieures au Vassar College. 
Il travaille ensuite, pendant vingt ans, dans le milieu des services financiers, débutant comme programmeur informatique pour un petit cabinet de conseil et finissant comme vice-président de JPMorgan Chase,.
Il réside avec son épouse à Ridgefield au Connecticut.
En 2003, il publie son premier roman, Black Maps, pour lequel il est lauréat du prix Shamus 2204 du meilleur premier roman. Il y met en scène John March, mouton noir d'une famille de commerçants-banquiers, ancien shérif travaillant comme détective privé à Manhattan.

## Œuvre

### SérieJohn March
- (en) Black Maps, 2003
- (en) Death’s Little Helpers, 2005Également paru sous les titres No Way Home et False Dawn
- (en) Red Cat, 2007Également paru sous le titre The Alibi League

### Romans indépendants
- À qui se fier ?, Seuil, coll. « Seuil policiers », 2013 ((en) Thick as Thieves, 2011)  (ISBN 978-2-02-107380-5)Également paru sous le titre Circus Time. Réédition, Paris, Points, coll. « Points. Policier » no P3296, 2014 (ISBN 978-2-7578-4313-0)
- (en) Dr. Knox, 2016
- (en) A Secret About a Secret, 2022

## Prix et distinctions

### Prix
- Prix Shamus 2204 du meilleur premier roman pour Black Maps[3]

### Nominations
- Prix Barry 2008 du meilleur roman pour Red Cat[4]